# Драган Студен
Драган Студен (1931—1999) био је учитељ и књижевник из Босне и Херцеговине.

## Биографија
Рођен је 22. октобра 1931. године у Бихаћу. Учесник је НОР-а. Завршио је Вишу педагошку школу, српски језик и књижевност у Бањој Луци. Преминуо је 4. априла 1999. године у Бањој Луци. Заступљен је у антологијама: Поезија двадесет петорице М. Шиндића, Кад те заболи душа М. С. Пешића, Антологија БХ поезије С. Вујковића, Лелечу звона дечанска, Т. Чолака, Ријечи Ж. Иванковића, Антологија југословенске хаику поезије М. Деспотовића, Песме о Крајини М. Лазића, Календар Просвјета В. Максимовића, Избор из савремене поезије и прозе РС, Лексикон писаца просветних радника. Хаику му је превођена на енглески, јапански, њемачки и француски.

## Награде
- Веселин Маслеша, 1983.